# Шершневский сельский совет (Лубенский район)
Шершневский сельский совет (укр. Шершнівська сільська рада) — входит в состав
Лубенского района
Полтавской области
Украины.
Административный центр сельского совета находится в 
с. Шершневка.

## Населённые пункты совета
- с. Шершневка
- с. Назаровка